# Irving Penn
Irving Penn (n. 16 iunie 1917, Plainfield, New Jersey – d. 7 octombrie 2009, New York City, New York) a fost un fotograf american.
Profilat inițial pe portrete sau modă, Penn a fotografiat mai târziu deseori natură moartă. Împreună cu Richard Avedon, Penn se numără printre cei mai renumiți fotografi americani din secolul XX. Colecția lui de fotografii este păstrată la Art Institute of Chicago.

## Biografie
Irving Penn s-a născut într-o familie de evrei din Rusia , avându-i ca părinți pe Harry Penn și Sonia Greenberg. La vârsta de 18 ani, s-a înscris la Philadelphia Museum School of Art, unde a studiat desenul, pictura, grafica și designul sub îndrumarea lui Alexey Brodovitch. În perioada 1937-1938 lucrează ca desenator la Harper's Bazaar, unde îi sunt publicate câteva lucrări. 
Penn a lucrat timp de doi ani ca designer independent, iar în 1940 a devenit director de artă la Saks Fifth Avenue. După un an, a plecat în Mexic și SUA, unde a pictat și a realizat fotografii. La întoarcerea în New York, Alexander Liberman, director artistic al Vogue (revistă), i-a oferit postul de asistent. Penn a lucrat la aspectul revistei, iar la inițiativa lui Liberman, a încercat chiar el să realizeze fotografii.
Prima fotografie a lui Penn pe coperta Vogue(revistă) a apărut în octombrie 1943. El a continuat să lucreze la această revistă de-a lungul carierei profesionale, implicându-se în domenii diverse precum publicitate, fotojurnalism și ilustrație. În 1950, Penn și-a deschis propriul lui studio în New York.  
Penn a întâlnit-o pe Lisa Fonssagrives la o ședință foto în 1947. Cei doi s-au căsătorit în 1950, iar doi ani mai târziu, Lisa l-a născut pe Tom, unicul lor fiu. Irving Penn a murit la vârsta de 92 de ani, pe 7 octombrie 2009, în casa lui din Manhattan.